# Kirkbymoorside
Kirkbymoorside es una villa y parroquia civil del distrito de Ryedale en el condado de North Yorkshire, Inglaterra. Se encuentra a unos cuarenta kilómetros al norte de York, a mitad de camino entre Pickering y Helmsley. Posee una población de 3000 habitantes aproximadamente. Es una ciudad de mercado desde 1254.
El pueblo aparece bajo el nombre Chirchebi en el Libro Domesday. 

## Otros proyectos
- Wikimedia Commons alberga una categoría multimedia sobre Fotografías de Kirkbymoorside.

- Datos: Q2736102
- Multimedia: Kirkbymoorside / Q2736102